# At-Taftāzānī
Saʿd ad-Dīn Masʿūd ibn ʿUmar ibn ʿAbdallah at-Taftāzānī (arabisch سعد الدين مسعود بن عمر التفتازاني; geboren 1322 in Taftāzān, einem Dorf in Chorasan; gestorben 1390 in Samarkand) war ein islamischer Theologe, Logiker, Rechtsgelehrter und Koranexeget. In Sachen Dogmatik gehörte er der aschʿarītischen Richtung an.

## Werke
- at-Talwīḥ fī kašf ḥaqāʾiq at-Tanqīḥ, auch bekannt unter dem Titel Šarḥ at-Talwīḥ ʿalā 't-tauḍīḥ li-matn at-Tanqīḥ fī uṣūl al-fiqh, ist ein Superkommentar zu dem Werk at-Tanqīḥ fī 'l-ʾuṣūl von ʿUbaidullāh al-Maḥbūbī (gest. 1346), das sich mit islamischer Rechtstheorie befasst. At-Taftāzānīs Kommentar ist so gestaltet, dass er wie ein selbständiger Text erscheint. Er hat das Werk 1358 in Türkistan vollendet.[2] Die zweibändige Beiruter Ausgabe des Werks ist auf archive.org verfügbar.
- Šarḥ al-Maqāṣid, theologisches Werk, in dem er unter anderem auf das Unrecht verweist, das den Ahl al-bait, der Familie des islamischen Propheten Mohammed, angetan wurde und schreibt, niemand könne verbergen, dass ihnen ein Unrecht geschehen sei.[3]
- Šarḥ al-ʿAqāʾid an-Nasafīya, ins Englische übersetzt von Earl Edgar Elder in der Reihe Records of Civilization: Sources and Studies 43: A Commentary on the Creed of Islam: Sad al-Din al-Taftazani on the Creed of Najm al-Din al-Nasafi (archive.org)